# New Zealand Open 1983
Die New Zealand Open 1983 (auch New Zealand International 1983) im Badminton  fanden vom 30. August bis zum 3. September 1983 in Invercargill statt.

## Finalresultate
| Disziplin    | Sieger                        | Finalist                      | Ergebnis    |
| ------------ | ----------------------------- | ----------------------------- | ----------- |
| Herreneinzel | Graeme Robson                 | Philip Horne                  | 15–9, 15–11 |
| Dameneinzel  | Allison Sinton                | Toni Whittaker                | 11–1, 12–11 |
| Herrendoppel | Stephen Lobb Jacob van Selm   | Keiron Harrison Graeme Robson | 15–6, 15–8  |
| Damendoppel  | Karen Phillips Toni Whittaker | Allison Sinton Linda Persson  | 18–13, 15–5 |
| Mixed        | Philip Horne Allison Sinton   | Graeme Robson Toni Whittaker  | 15–5, 15–8  |